# Marco Uggiano
Marco Uggiano (* 1969 in Köln) ist ein deutscher Kameramann.

## Leben
Nach seinem Abitur in Köln-Porz und seinem absolvierten Zivildienstjahr begann Marco Uggiano in Köln mit mehreren Filmpraktika bei unterschiedlichen Filmproduktionsfirmen sich zum Kameramann ausbilden zu lassen. Ab Mitte der 1990er Jahre arbeitete er als Kameraassistent, bevor er um die Jahrtausendwende zum ersten Mal als Kameramann für Langspielfilme debütierte.

## Filmografie (Auswahl)
- 2003: Club der Träume – Türkei, Marmaris
- 2005: Crazy Partners
- 2007: 29 und noch Jungfrau
- 2007: GG 19 – Deutschland in 19 Artikeln (1 Episode)
- 2008: Tatort – Krumme Hunde
- 2008: Schokolade für den Chef
- 2009: All You Need Is Love – Meine Schwiegertochter ist ein Mann
- 2009: Barfuß bis zum Hals
- 2010: Der mit den Fingern sieht
- 2010: Lotta & die alten Eisen
- 2011: Alle Zeit der Welt
- 2012: Lotta & die großen Erwartungen
- 2012: 130 Jahre LAFIM
- 2012: Drei in einem Bett
- 2013: Bella Familia  – Umtausch ausgeschlossen
- 2014: Bella Casa – Hier zieht keiner aus!
- 2014: Bella Amore – Widerstand zwecklos
- 2015: Lotta & das ewige Warum
- 2015: Letzte Spur Berlin (Fernsehserie, 3 Folgen)
- 2016: Einfach Rosa – Verliebt, verlobt, verboten
- 2016: Marie fängt Feuer (2 Episoden)
- 2017: Lotta & der Ernst des Lebens
- 2018: Ein Sommer auf Mallorca
- 2019: Der Bulle und das Biest (Fernsehserie, 7 Folgen)
- 2020: Falk (Fernsehserie, 2 Episoden)
- 2020: Nur mit Dir zusammen
- 2020: Im Abgrund
- 2021: Wenn das fünfte Lichtlein brennt
- seit 2021: Die Heiland – Wir sind Anwalt (Fernsehserie)
- 2024: Der Kommissar und der See – In besseren Kreisen (Fernsehreihe)